# Botomonij
Botomonij je primer kvarkonija. Botomoniji so sestavljeni iz kvarka b (oznaka {\displaystyle b\,}) in njegovega antikvarka (oznaka {\displaystyle {\bar {b}}\,}). Podobno je zgrajen čarmonij, ki ga pa sestavljata c in njegov antikvark.
Vezano stanje kvarka t in njegovega antidelca se bi imenovalo toponij. Ker pa je življenjska doba kvarka t izredno kratka, predvidevajo, da toponij sploh ni možen.